# Temps de revoltes
Temps de revoltes és un disc compacte de Lluís Llach escrit conjuntament amb Miquel Martí i Pol.
S'inicia amb la cantata de música variada Germanies 2007 -una reflexió sobre el futur dels Països Catalans- que Llach va presentar a la plaça de Bous de València el 6 de maig del 2000.
Interpretats pel contratenor Xavier Torra, Lluís Llach, Lucrècia i una coral formada per 200 nens de diferents agrupacions corals de Catalunya, el País Valencià, Mallorca, Perpinyà i Fraga, els cantors del misteri d'Elx, el Cor infantil III de l'Orfeó Català, els Blavets del monestir de Lluc, a Mallorca, l'Institut Musical de Fraga i el Liceu Joan Lurçat de Perpinyà; amb l'acompanyament d'una banda integrada per 15 músics.

## Cançons
El disc, iniciat a finals d'estiu d'aquell any, conté 11 temes:
1. Vinc de molt lluny
2. Jo hi sóc si tu vols ser-hi
3. Mireu-me els ulls
4. Canto l'amor
5. Vull somiar el demà
6. Dona'm la mà
7. Vinc a dur-te amb la veu un cant d'esperança
8. I tanmateix
9. Veritat i mentida
10. Els trens de Kosovo
11. Un himne per no guanyar